# صندوق الحرية
صندوق الحرية (بالإنجليزية: FreedomBox)‏ مشروع مجتمعي لتطوير وتصميم وترويج خوادم وب شخصية تتيح التواصل الاجتماعي الموزع والبريد الإلكتروني والتواصل عبر الصوت والصورة. أعلن عن المشروع إبن موغلن أمام جميعة الإنترنت في نيويورك في 2 فبراير 2010.
في 4 فبراير 2011 أنشأ موغلن مؤسسة صندوق الحرية لتتولى الجانب التنظيمي للمشروع، وفي 18 فبراير 2011، أطلقت المؤسسة حملة لجمع 60,000 دولار أمريكي خلال 30 يومًا على خدمة التمويل المجتمعي ككستارتر.

## وصلات خارجية
- صندوق الحرية على موقع Open Hub (الإنجليزية)
- صفحة برنامج صندوق الحرية  على أوبن هب
- موقع مؤسسة صندوق الحرية
- قائمة freedombox-discuss البريدية
- "Decentralizing the Internet So Big Brother Can’t Find You", تقرير نيويورك تايمز عن المشروع.